# Iglesia de San Vicente (Cabdella)

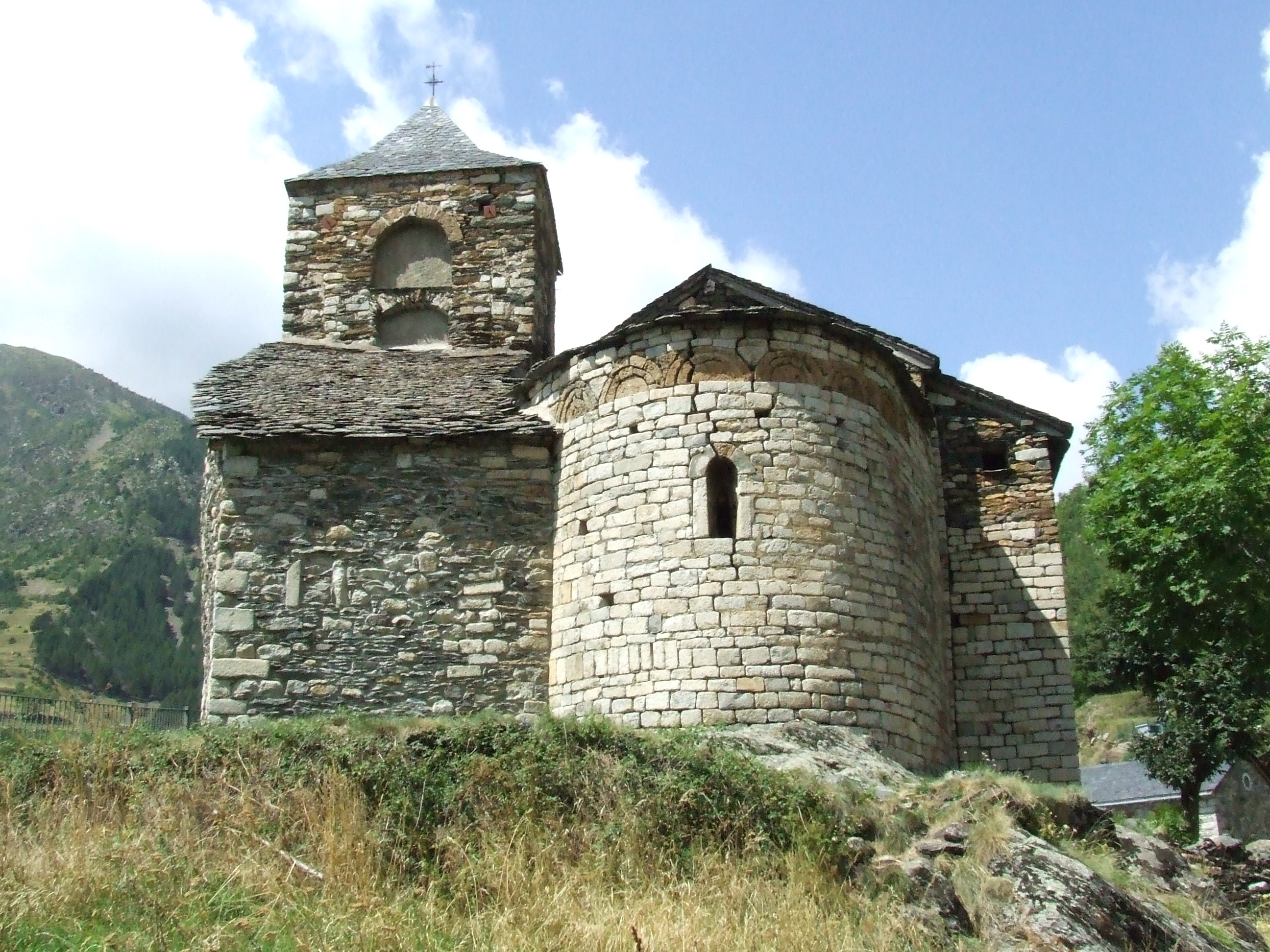
Ábside exterior de la iglesia.

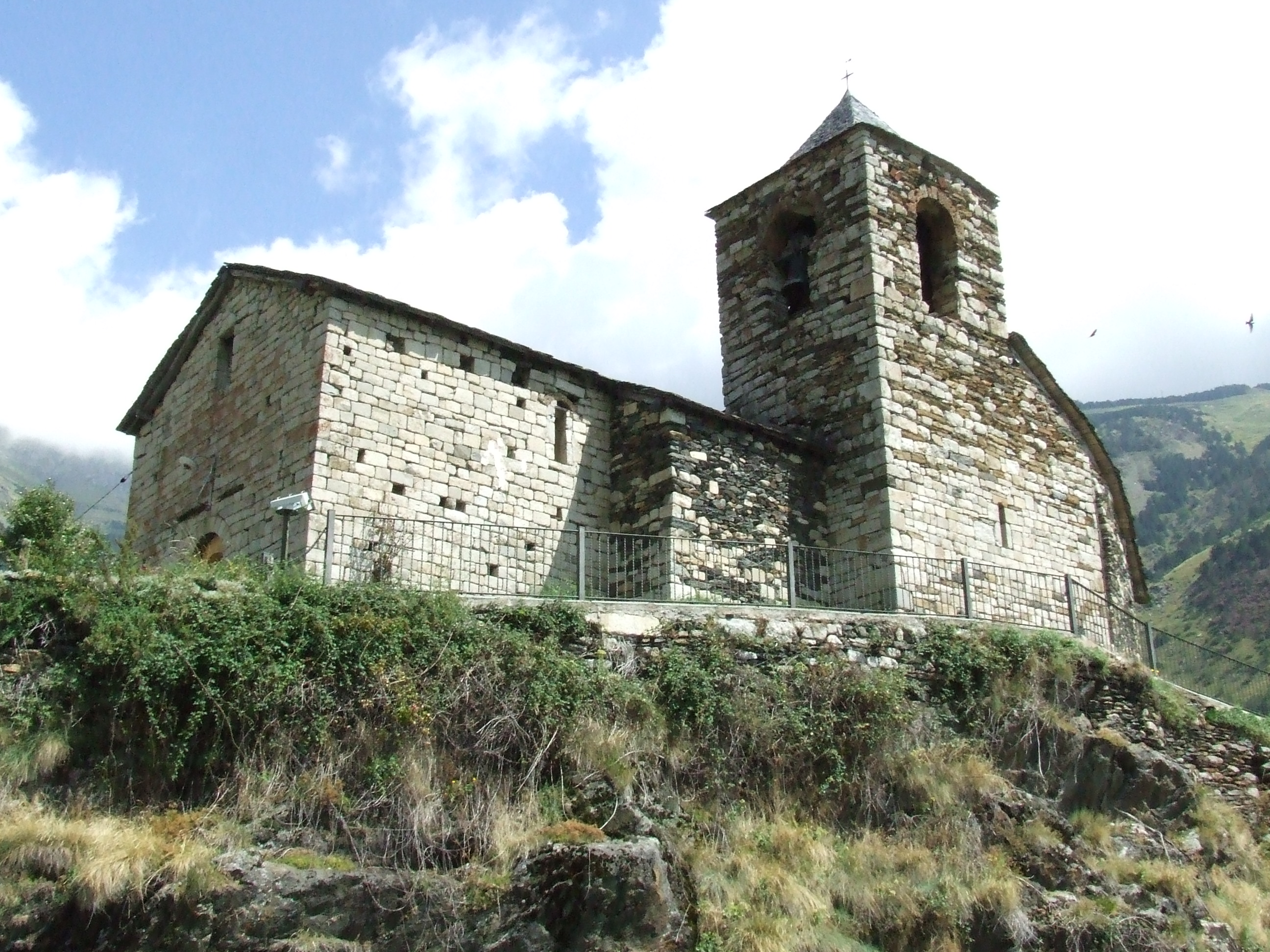
Vista lateral de la iglesia de San Vicente.

San Vicente de Cabdella es la iglesia parroquial, románica, del pueblo de Cabdella, en el término municipal de La Torre de Cabdella en la comarca del Pallars Jussá en Lérida (Cataluña, España). Está situada sobre una roca, en la parte más alta del pueblo sobre una loma.

## La iglesia
No se tiene constancia documental de su consagración, pero la primera noticia toponímica consta en un documento del año 1010. La iglesia formaba parte del dominio de la familia Erill y pertenece al Obispado de Urgel.
La iglesia está ubicada sobre una inmensa roca de granito en una posición elevada que domina toda La Vall Fosca y que se recorta sobre el fondo de los Pirineos en una imagen de gran relieve paisajístico.
La iglesia, construida con notables sillares de granito, tiene unos muros de una anchura considerable. Es de planta rectangular, con un ábside adosado a la fachada este donde aparecen las líneas decorativas y constructivas propias del románico lombardo realizadas con piedra tosca. El campanario está ubicado en la fachada sur, sobre una capilla.
Es una iglesia de una sola nave, con ábside semicircular a levante. La cubierta de la nave es de arista, y la nave está reforzada con un par de arcos torales. La puerta está orientada a poniente, y presenta dos arcos de medio punto, adintelados, en degradación. En el ábside hay una ventana de doble vertiente, acabada con arco de medio punto. En el exterior, por debajo de la cornisa hay un friso de arcos ciegos, que recuerda  a las del Valle de Bohí.
La fábrica es bastante primitiva, aunque muy bien construida, pero la manera de cortar y disponer los sillares hacen pensar en una obra del siglo XII.
Mantuvo la estructura original hasta que se construyeron las capillas laterales y la sacristía entre los siglos XVI y XVIII, hecho que se puede observar en un análisis detallado de la composición de la sillería de las diferentes fachadas.
En el Museo Nacional de Arte de Cataluña se encuentra una imagen de madera que representa Cristo clavado en la cruz, perteneciente a esta iglesia.
En el Museo Diocesano de Urgel se conserva también una lipsanoteca románica procedente también de esta iglesia.
En las excavaciones llevadas a cabo en el año 2009 por el equipo del arqueólogo Albert Roig i Deulofeu se han hecho descubrimientos importantes en el interior del templo, como restos de pinturas románicas y otros. Está en curso de estudio y aún no se conocen en detalle todos los hallazgos realizados.